# Arie van der Velden
Arie van der Velden (Roterdã, 12 de dezembro de 1881 — 6 de dezembro de 1967) foi um velejador neerlandês, medalhista olímpico. Ele competiu nas provas de classe 3 – 10 Ton realizadas nos Jogos Olímpicos de Verão de 1900, conquistou a medalha de prata na segunda corrida disputada a bordo do Mascotte ao lado de Henri Smulders e Chris Hooijkaas.